# Cardioderma cor
Cardioderma cor — вид рукокрилих родини Несправжні вампіри.

## Середовище проживання
Країни поширення: Джибуті, Еритрея, Ефіопія, Кенія, Сомалі, Судан, Танзанія, Уганда. Найвища висотна запису становить 940 м. Тварини, як правило, були записані в низовинних саванах, чагарниках і прибережній смузі, а в деяких випадках може спостерігатися в долинах річок. Лаштує сідала поодинці або невеликими кількостями в печерах, дуплах дерев і покинутих будівлях.

## Морфологія
Морфометрія. Голова і тіло довжиною 70—77 мм, хвіст відсутній, передпліччя: 54—59 мм, вага: 21—35 гр.
Опис. Забарвлення монотонне блакитно-сіре.

## Поведінка
Їжа збирається в основному на ґрунті та низькій рослинності й складається в основному з великих наземних жуків? але багатоніжки, скорпіони і в рідкісних випадках малі кажани також споживаються. Самиці народжують двічі на рік протягом сезонів дощів: у березні чи на початку квітня й у листопаді. Ніколи не спостерігалось щоб народжувалось більше ніж одне маля.

## Загрози та охорона
Здається, немає серйозних загроз для цього виду. Вид був записаний в охоронних територіях.